# ديرك هاينين
ديرك هاينين (بالألمانية: Dirk Heinen)‏ هو لاعب كرة قدم ألماني في مركز حراسة المرمى، ولد في 3 ديسمبر 1970 في كولونيا في ألمانيا. لعب مع آينتراخت فرانكفورت وأرمينيا بيليفيلد وباير 04 ليفركوزن ودينيزلي سبور ونادي شتوتغارت.

## وصلات خارجية
- ديرك هاينين على موقع اتحاد تركيا (لاعب) (الإنجليزية)
- ديرك هاينين على موقع قاعدة بيانات كرة القدم.إي يو (الإنجليزية)
- ديرك هاينين على موقع بيانات كرة القدم. دي إي (الألمانية)
- ديرك هاينين على موقع عالم كرة القدم.نت (الإنجليزية)